# Maz Jobrani
Maz Jobrani (em Persa: مازیار جبرانی‎‎; Teerã, 26 de fevereiro de 1972) é um ator, comediante e escritor estadunidense de origem iraniana. Ele foi um dos membros fundadores
da Turnê de Comédia "Eixo do Mal", conhecido por seus seus shows de Stand Up, e especias no canal Comedy Central. Jobrani também apareceu em inúmeros filmes e programas de televisão, incluindo Better Off Ted. Sua filmografia inclui papéis em The Interpreter, Friday After Next e Dragonfly. Mais recentemente, em 2017, ele aparece na sitcom Superior Donuts, exibida pela CBS, e na série Maz Jobrani: Immigrant pela Netflix.